# Calycuoniscus compar
Calycuoniscus compar là một loài chân đều trong họ Dubioniscidae. Loài này được Budde-Lund miêu tả khoa học năm 1893.